# Rebecca Cole
Rebecca J. Cole (Filadelfia, 16 marzo 1846 – Filadelfia, 14 agosto 1922) è stata un medico statunitense, fondatrice di organizzazioni e riformatrice sociale. Nel 1867 divenne la seconda donna afroamericana a diventare medico negli Stati Uniti, dopo Rebecca Lee Crumpler tre anni prima. Per tutta la vita ha affrontato barriere razziali e di genere nella sua formazione medica, formandosi in istituti interamente femminili, gestiti dalla prima generazione di medici donna laureati.

## Primi anni di vita e formazione
La Cole nacque a Filadelfia il 16 marzo 1846, una di cinque figli. Suo padre era un operaio e sua madre una lavandaia. Una delle sue sorelle, Sarah Elizabeth Cole, sposò Henry L. Phillips, un importante pastore episcopale afroamericano, nel 1876 circa.
Frequentò la scuola superiore presso l'Institute for Colored Youth, dove il programma di studi comprendeva latino, greco e matematica, diplomandosi nel 1863.
Si laureò al Woman's Medical College of Pennsylvania nel 1867, sotto la supervisione di Ann Preston, la prima donna preside della scuola. Il Women's Medical College fu fondato da abolizionisti quaccheri e riformatori della temperanza nel 1850. Inizialmente chiamato Female Medical College of Pennsylvania, fu la prima scuola a consentire una formazione medica professionale alle donne con il conseguimento di un M.D.  La tesi di laurea della Cole si intitolava L'occhio e le sue appendici. Durante l'ultimo anno visse con le compagne del corso di medicina Odelia Blinn e Martha E. Hutchings. Quasi trent'anni dopo, la Blinn scrisse un articolo in cui raccontava come l'attraversamento della “linea del colore” a Filadelfia avesse quasi fatto deragliare gli studi della Cole all'università e i suoi piani per una carriera medica.

## Carriera
Dopo aver conseguito la laurea in medicina, la Cole fece un tirocinio presso la New York Infirmary for Indigent Women and Children di Elizabeth Blackwell, dove fu incaricata di insegnare le cure prenatali e l'igiene alle donne delle case popolari. La Blackwell descrisse la Cole come "un giovane medico di colore intelligente [che] portava avanti questo lavoro con tatto e attenzione".
In seguito la Cole esercitò brevemente la professione medica nella Carolina del Sud prima di tornare a Filadelfia.
Nel 1873 aprì, insieme alla dottoressa Charlotte Abbey, il Women's Directory Center, che forniva servizi medici e legali a donne e bambini svantaggiati. Nel gennaio 1899 fu nominata sovrintendente di una casa di riposo gestita dall'Associazione per il soccorso delle donne e dei bambini di colore indigenti a Washington. Nel rapporto annuale dell'associazione del 1899 si legge che la Cole possedeva "tutte le qualità essenziali per una tale posizione: capacità, energia, esperienza, tatto". In un rapporto successivo si legge che:
(Rapporto annuale della National Home for Destitute Colored Women and Children. Associazione nazionale per il soccorso delle donne di colore e dei bambini indigenti)
La Cole ha esercitato la professione medica per cinquant'anni. Nel 2015, è stata scelta come Innovators Walk of Fame dall'University City Science Center di Filadelfia.

## Morte
Rebecca J. Cole morì il 14 agosto 1922, all'età di 76 anni. È sepolta nel Cimitero di Eden a Collingdale, in Pennsylvania. Sono sopravvissuti pochi documenti o foto di lei.